# Cultura de l'antiga Roma

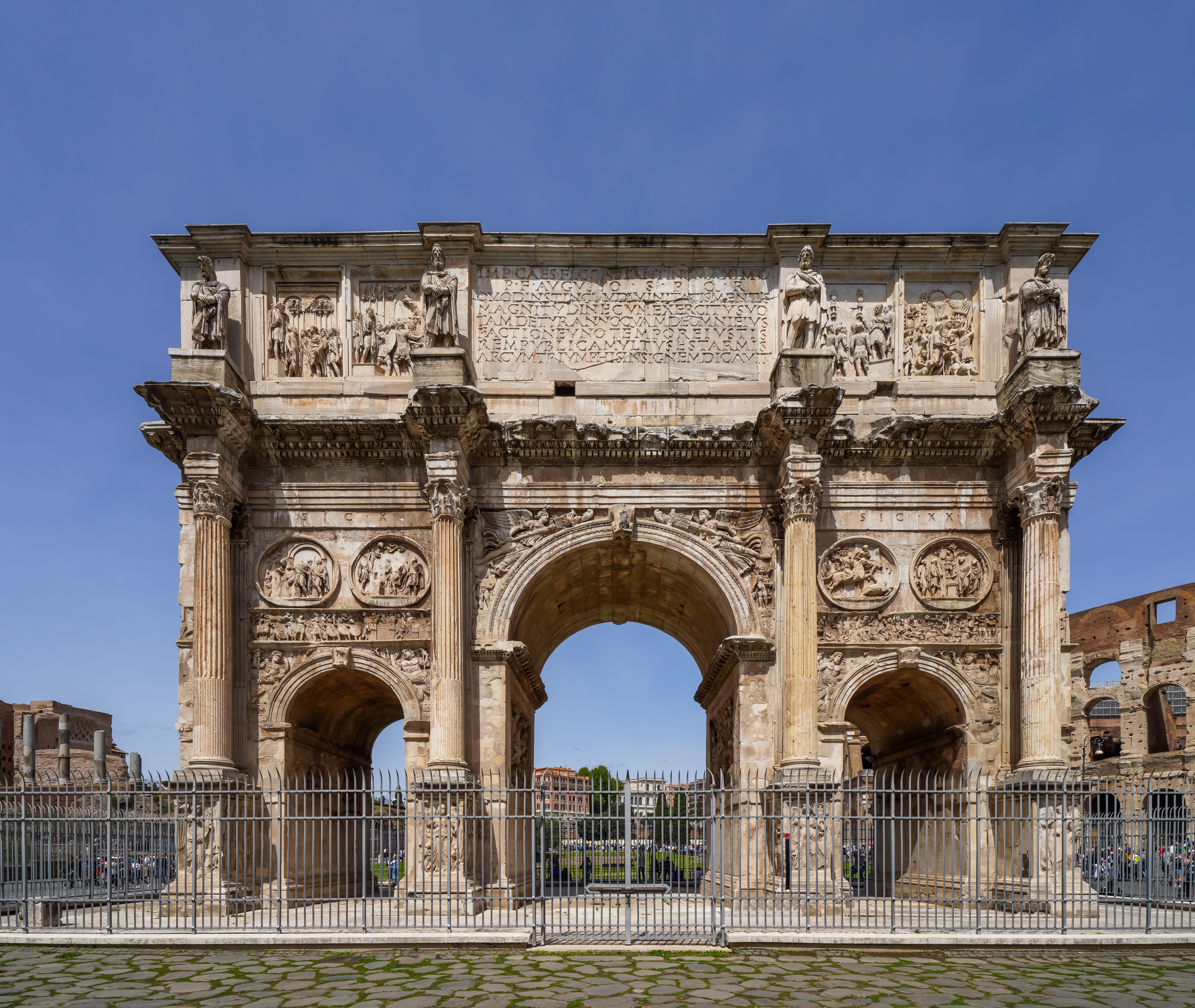
Vista actual de l'Arc de Constantí.

La cultura romana va ser el resultat del bescanvi cultural especialment de la cultura grega antiga i les cultures orientals (sobretot de Mesopotàmia i Egipte). La durada de la cultura romana antiga en sentit estricte va durar prop de 1.200 anys però el seu influx continua fins a l'actualitat. Els antics romans van conquerir molts pobles diferents i s'emportaren a Roma moltes obres d'art dels pobles conquerits.

## Context
La cultura romana va ser el resultat d'un important intercanvi entre civilitzacions diferents: la cultura grega i les cultures desenvolupades a Orient (Mesopotàmia i Egipte, sobretot) van contribuir a formar la cultura i l'art dels romans. Un dels vehicles que més va contribuir a la universalització de la cultura romana, que aviat va ser la de tot l'imperi, va ser l'ús del llatí com a llengua comuna de tots els pobles sotmesos a Roma. En els dos segles que van seguir la guerra d'August, l'imperi va aconseguir la seva major extensió i va realitzar una intensa tasca civilitzadora. La cultura romana ja no va quedar limitada a Roma i Itàlia, sinó que es va estendre fins a les més llunyanes províncies frontereres.
Es van destacar en la tecnologia, en els edictes dels pretors, en les disposicions del senat, de l'assemblea popular i dels emperadors i les opinions dels jurisconsults romans. Els principis fonamentals s'han incorporat a la legislació de tots els pobles civilitzats per Roma.

## Classes
A la Roma antiga hi havia quatre classes de persones: els aristòcrates, els cavallers (eqüestres), els ciutadans comuns i els esclaus. A la classe dels aristòcrates hi havia unes 300 famílies, la majoria eren senadors. Els eqüestres eren una mena de baixa noblesa.
La pertinença a una classe social o a una altra tenia un paper d'altíssima importància en les vides dels habitants de l'antiga Roma. Aquells ciutadans nascuts lliures estaven dividits en diferents classes, tant per criteris d'origen familiar com per la seva possessió de propietats. Hi havia a més diverses classes de no ciutadans amb molt diversos drets legals, i una classe totalment a banda, la dels esclaus, que no en posseïen cap.

### Patricis i plebeus
El primer tall divisori s'emmarcava en el criteri d'origen familiar, separant la societat en dos grans blocs: els patricis, aquells que podien traçar els seus avantpassats fins al primer Senat establert per ordres de Ròmul, i els plebeus, la resta. Els ciutadans plens o patricis eren els caps de família i els seus fills homes del graó social més elevat. Aquests patricis posseïen esclaus, probablement moltes vegades en gran nombre. Els Patricis estan en la base de la fundació de Roma i eren ciutadans romans. En un començament, els càrrecs públics restaven prohibits als plebeus, quedant tot el poder en mans dels patricis, i els matrimonis interclassistes eren il·legals. Els polítics i escriptors coetanis de la Monarquia i la primera República, com ara Coriolà, creien als plebeus fins i tot incapaços de pensar.
Gradualment es van anar introduint modificacions en la legislació que garantien als plebeus el dret a l'accés als càrrecs públics, es va abolició de la llei que separava severament les dues classes prohibint els matrimonis mixtes, i es va instaurar el càrrec de tribú de la plebs que servia de protecció contra els poders encara molt superiors dels patricis. Els tribuns originalment tenien la funció de protegir qualsevol plebeu d'un magistrat patrici, però revoltes posteriors varen obligar el Senat a investir als tribuns amb poders addicionals, com ara el dret de vetar lleis.
Amb l'arribada d'aquests canvis la distinció entre ambdues classes va esdevenir menys important. Al cap d'un temps algunes famílies patrícies perderen el seu prestigi mentre que d'altres de la plebs esdevingueren superiors en estatus, amb el qual la composició de la classe dominant va canviar.
La creixença econòmica de Roma promoguda pel comerç va retirar el protagonisme a moltes famílies patrícies: tots aquells que no es poguessin assimilar a la nova realitat comercial de la societat romana sovint es trobaven en la vergonyosa posició d'haver de casar les seves filles amb plebeus més rics, o fins i tot amb lliberts. Un plebeu, com ara Gai Mari o Ciceró, que fos el primer de la seva nissaga en esdevenir cònsol es coneixia amb el nom de novus homo, i tant ell com els seus descendents es convertien en nobiles: nobles. Amb tot, alguns sacerdocis o oficis religiosos es varen mantenir exclusius dels patricis, però en general la distinció es va anar esborronant per simplificar-se en una simple qüestió de prestigi.

### Segons la propietat
Al mateix temps, el cens romà dividia els seus ciutadans en sis complexes classes basant-se en la seva propietat. Els més rics entre ells eren els que formaven la classe senatorial, amb possessions superiors a 1 milió de sestercis. Formar part d'aquesta classe no volia dir necessàriament que la pertinença al Senat era automàticament garantida. La riquesa de la classe senatorial estava basada en la propietat de grans terres per a l'explotació agrícola, i als seus integrants se'ls prohibia ser partícips de qualsevol activitat comercial. Amb poques excepcions, tots els càrrecs polítics anaven a parar a homes de la classe senatorial. Just sota aquesta alta categoria hi havia els equites o cavallers, amb 400.000 o més sestercis, que tenien el permís de participar del comerç i formaven la classe comerciant i del negoci, i a més podien tenir accés a certs càrrecs polítics i semi-polítics, com ara la recaptació d'impostos o (durant el Principat) o el lideratge de la Guàrdia Pretoriana. Petroni satiritza la riquesa d'aquesta classe en el seu Satíricon, retratant-los en la sumptuosa vetllada organitzada pel menyspreable cavaller Trimalció. Sota seu hi havia tres classes més posseïdores de propietat, i en el nivell més baix, els proletarii o proletaris, que no en tenien cap.
En un principi el cens només servia per determinar el servei militar, amb els equites prenent el seu nom del seu permís de posseir un cavall (equus) de guerra. Els proletaris no van tenir accés al servei militar fins a les reformes militars de Gai Mari, el 108 aC. Durant la República aquestes classes censatorials també servien de col·legi electoral romà. Els ciutadans de cada classe eren subdividits en centúries ("centuriae") i a les eleccions cadascuna d'aquestes podia emetre un sol vot. Com més alta era la classe, més centúries tenien, aquestes amb menys membres i, per tant, més vots. L'ordre per votar també depenia segons la classe i el resultat final se sabia ben aviat. Els proletaris, a la totalitat dels quals s'assignava una sola centúria, i per tant, un sol vot, rarament arribaven a votar.

## Religió
La religió era en principi politeista, en alguns casos hi va haver influències de les religions orientals com el culte a Mitra. La religió a l'antiga Roma tenia una gran importància, la qual cosa no li impedia assumir i adaptar creences i ritus d'altres pobles. Els déus primitius romans eren en realitat manifestacions de la voluntat divina; no tenien representacions artístiques i rebien el nom de numina. Més tard, amb el contacte amb altres pobles itàlics (principalment els etruscos (vegeu mitologia etrusca) i, en especial, amb el poble grec, els romans van adoptar les divinitats d'aquests i els déus es van representar antropomòrficament.
Després dels primers contactes amb els grecs hi van assimilar molta de la mitologia, canviant els noms als déus (vegeu Mitologia romana).

### Panteó romà
Entre els déus primitius romans que no tenen correspondència amb els grecs es troben els següents:
- Janus: Déu bifront de les entrades. El seu nom sembla que està relacionat amb la paraula llatina ianua, que vol dir "porta"
- Pales: Deessa del pasturatge i protectora del Palatí. Les seves festes eren les Parilia, en les quals els pastors encenien fogueres i saltaven per damunt d'elles.
- Portunus: Déu marí que té a càrrec seu els ports. A Roma se celebraven en el seu honor les festes Portunalia.
- Consus: Tenia un altar sota el Circ Màxim de Roma. A les seves festes, les Consualia, els animals de càrrega (cavalls, ases...) no treballaven i eren coronats amb flors.

Al segle vi aC es va construir el primer gran temple al Capitoli, dedicat a Júpiter, i es va crear també l'anomenada tríada capitoliana, formada per Júpiter (rei del cel), Juno (deessa protectora del matrimoni i de la família) i Minerva (deessa de l'art i la ciència). Aquesta tríada constituïa el culte públic dels romans.
Al costat del culte públic, els romans tenien un culte privat o familiar que es basava en la creença de la immortalitat de l'ànima humana.
Els déus familiars eren els següents:
- Penats: Divinitats de les provisions. Eren representats amb estatuetes. Tenien un altar a l'atri de la casa anomenat sacrarium
- Lars: Divinitats protectores de la casa. Tenien un altar a l'atri de la casa anomenat lararium, on hi havia un petit foc.
- Manes: Representaven les ànimes dels morts. Quan moria un familiar, li feien una màscara amb cera que es conservava al lararium.

No només hi va estar la mitologia romana com a nutrició de la religió de l'antiga Roma sinó que hi va tindre influències d'altres més com la religió o mitologia de l'antic egipte, a més del fet que hi va haver altres religions convivint amb l'oficial de l'imperi com el judaisme o el cristianisme.

### Sacerdots a l'Antiga Roma
A Roma els sacerdots principals (Flamines maiores) eren els dos sacerdots de Mart i els de Júpiter, i s'elegien entre les millors famílies de la ciutat. Per al seu manteniment els diversos temples disposaven de terres pròpies, i comptaven a més amb els ingressos procedents dels dipòsits judicials.
Els sacerdots (Flamines) tenien per objecte el culte. Al costat d'ells estaven els endevins (auguris) que interpretaven el vol de les aus i altres signes considerats com signes enviats pels déus (el que els permetia endarrerir certs actes si declaraven que els auspicis no eren favorables i fins podien aconseguir l'anul·lació de votacions, el que els feia molt influents). I finalment estaven els Pontífexs (literalment els constructors de ponts) que formaven el calendari, els dies de festa, els dies propicis, les solemnitats, els dies de culte i els destinats a la justícia; i concedien la paraula en reunions i altres actes. Amb el temps els pontífexs van ser els guardians suprems del culte i els seus annexos. El Col·legi dels Pontífexs era elegit entre personatges respectats per tots. El nomenament dels sacerdots, antiga funció de la monarquia, va correspondre des de l'inici de la República al Col·legi dels Pontífexs (que va tenir també la jurisdicció sobre les sacerdotesses de Vesta). El Col·legi també designava al Pontifex Maximus, un pontífex suprem que prenia certes mesures domèstiques i disciplinàries que convenia fossin adoptades per una sola persona.
Una altra institució vinculada a la religió era la dels Fecials o "missatgers de l'Estat", que perpetuaven per tradició oral els tractats concertats amb altres ciutats, emetien dictàmens sobre violacions i sobre drets relatius als tractats.

### Cristianisme

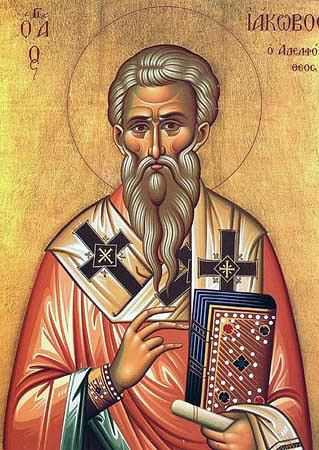
Imatge de Jaume, germà de Jesús, o Sant Jaume el Just.

Quan Jesucrist va néixer l'imperi romà es trobava en el seu apogeu i dominava tot el Mediterrani. Al principi el cristianisme entrà en conflicte amb la religió tradicional romana però acabà essent la religió oficial de l'imperi romà. Durant els seus primers anys, el cristianisme va passar de ser un cristianisme jueu a una religió estesa en tot el món grecoromà i més enllà.
El cristianisme primitiu es pot dividir en dues fases diferents: el període apostòlic, quan els primers apòstols estaven vius i lideraven l'Església, i el període post-apostòlic quan es va desenvolupar una incipient estructura episcopal, i la persecució va ser periòdicament més intensa. La persecució dels cristians a l'Imperi Romà va acabar l'any 313 sota el regnat de Constantí I el Gran, que l'any 325 va convocar el Primer Concili de Nicea, l'inici del període dels primers set concilis ecumènics.

#### Introducció del cristianisme

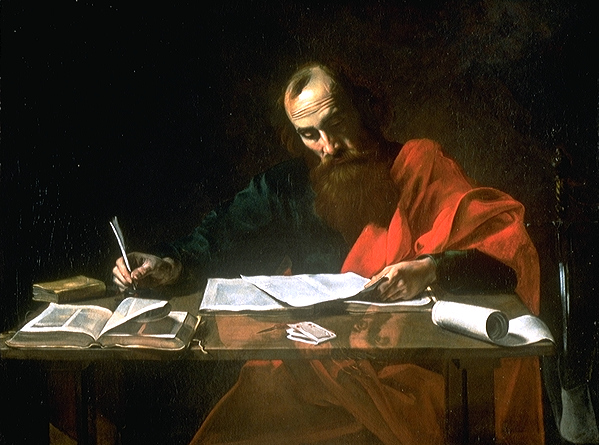
Sant Pau escrivint les Epístoles, obra de Valentin de Boulogne o Nicolas Tournier (Houston, Blaffer Foundation).

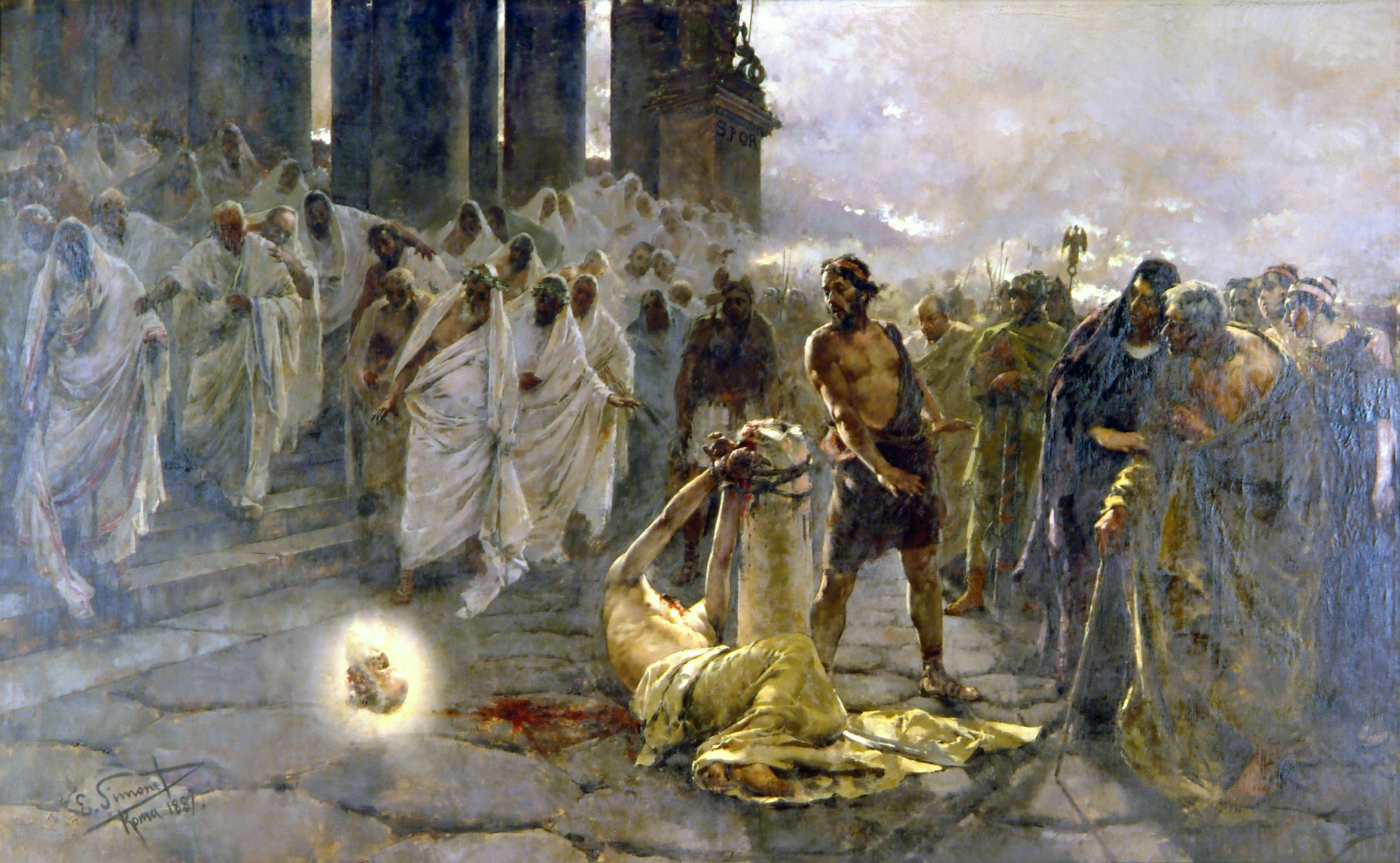
Decapitació de Sant Pau per Enric Simonet, 1887.

Els cristians s'oposaven als déus romans (fins i tot a l'emperador divinitzat), als seus temples, cultes i ritus tradicionals, i van despertar l'aversió popular, però en general s'havia tractat de reintegrar-los a la societat, obligant-los a abjurar i a efectuar sacrificis als déus. Septimi Sever va prohibir l'any 202 la conversió al cristianisme i al judaisme i va desencadenar persecucions. Maximià es va dirigir contra els seus líders. Deci va ordenar una persecució general, i va ordenar sacrificis als déus: els cristians que els van fer, van salvar la vida però els que es van negar van ser executats. Però la religió romana ja no podia competir amb èxit amb religions com el cristianisme, més adaptada als desitjos profunds de la societat i als nous temps.
La societat romana, basada en la desigualtat personal i la perfecció de l'Estat, estava en inferioritat enfront d'una doctrina que predicada la igualtat moral i buscava la perfecció personal. Destruïda l'aristocràcia governant, i en una situació de violència i anarquia, on la legalitat no era respectada per gairebé ningú, on una fiscalitat angoixant impedia qualsevol progrés econòmic individual, una doctrina que predicava que aquests mals eren d'aquest món, però que qui cregués en el seu déu tindria assegurat el pas a una altra vida plena de felicitat, havia de prosperar necessàriament. A més els cristians predicaven sovint amb l'exemple: fundaven institucions de beneficència, gràcies als donatius dels conversos rics (alguns dels quals renunciaven a la seva riquesa seguint els ensenyaments primitius del cristianisme). El cristianisme predicava també la renúncia a tots els càrrecs i honors públics, el que era ben acollit pels dirigents locals de les ciutats, que una vegada convertits arrossegaven a la població. Finalment el cristianisme desautoritzava el servei en l'exèrcit, predicava la pau i no permetia el combat, el que atreia també a certes capes de la població.
La religió romana havia estès sempre a identificar els déus locals amb els seus propis déus. A mitjans del Segle III, les denominacions populars, mantingudes bàsicament per les capes humils de les ciutats i pels camperols, reaparegueren. Així va ocórrer entre els gals (Mercuri va tornar a ser Teutates, Júpiter va tornar a ser Taranis, etc.) i segurament la situació seria similar en altres llocs. A mitjans del segle iii es va produir el martiri de Saturní primer bisbe de Tolosa. A la mateixa època es constaten bisbats a més de a Tolosa, a Lió, Viena, París, Reims i Tours, a les Gàl·lies.
La relaxació dels costums morals, que el cristianisme combatia, van ser també objecte de l'atenció dels Emperadors pagans, i així sabem que el 247 l'àrab Felip promulgà un edicte que establia penes per a aquells que es dedicaven a la sodomia.
Cap al 274 l'emperador Aurelià va establir el culte del déu Sol (Sol Invictus) com a principal déu de l'imperi, segurament en un intent de frenar l'ascens de les sectes orientals, entre elles la dels cristians, i segurament amb la pretensió d'aglutinar energies per a la recuperació.

### Establiment de l'ortodòxia romana

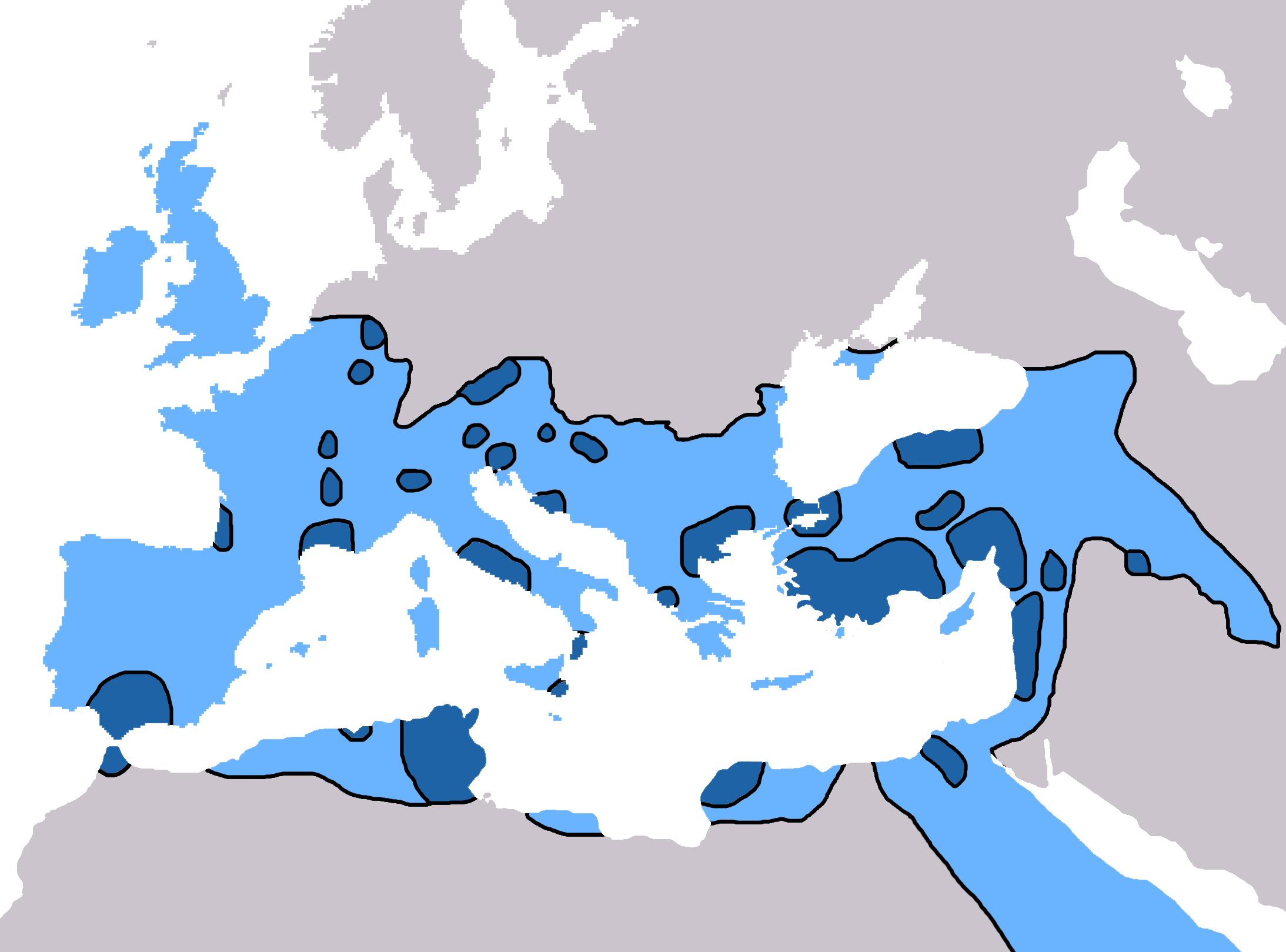
Extensió del cristianisme el 325
Extensió del cristianisme el 600

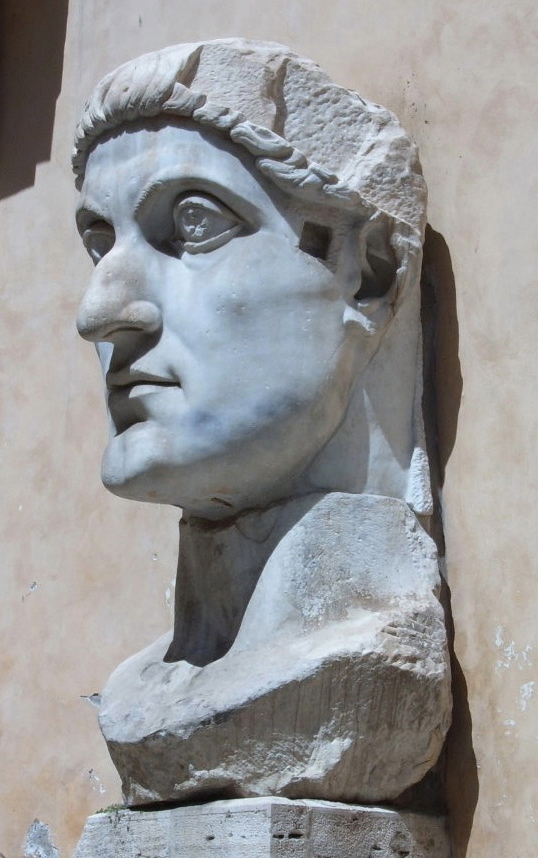
Cap de la colossal estàtua de Constantí al Musei Capitolini

Galeri, que anteriorment havia estat una de les figures més destacades en la persecució, en el 311 va emetre un edicte. que va posar fi a la persecució de Dioclecià del cristianisme Quan s'aturaren les persecucions dels cristians, Galeri va regnar durant uns altres dos anys. Li va succeir llavors un emperador amb destacades inclinacions pro cristianes, Constantí I el Gran.
L'emperador Constantí I el Gran va ser exposat al cristianisme per la seva mare, Helena. A la batalla del Pont Milvi l'any 312, Constantí va ordenar a les seves tropes que adornessin els seus escuts amb el símbol cristià d'acord amb la visió que havia tingut la nit anterior. Després de guanyar la batalla, Constantí va ser capaç de reclamar l'Imperi Romà d'Occident
Fins a quin punt va adoptar Constantí el cristianisme en aquest moment és difícil de discernir. Les monedes romanes encunyades fins a vuit anys posteriors a la batalla encara mostraven les imatges dels déus romans. Però l'adhesió de Constantí va ser un punt d'inflexió per a l'Església Cristiana. Després de la seva victòria, Constantí va recolzar financerament a l'Església, va construir basíliques i concedí diversos privilegis (per exemple, l'exempció de certs impostos) al clergat, promogué els cristians a llocs de responsabilitat, i retornà els béns confiscats durant la Gran Persecució de Dioclecià. Entre el 324 i el 330, Constantí va construir, pràcticament des de zero, una nova capital imperial que fou batejada amb el seu nom: Constantinoble. Tenia una arquitectura obertament cristiana, hi havia esglésies dins dels murs de la ciutat, i no tenia temples pagans. D'acord amb el costum imperant, Constantí va ser batejat en el seu llit de mort.

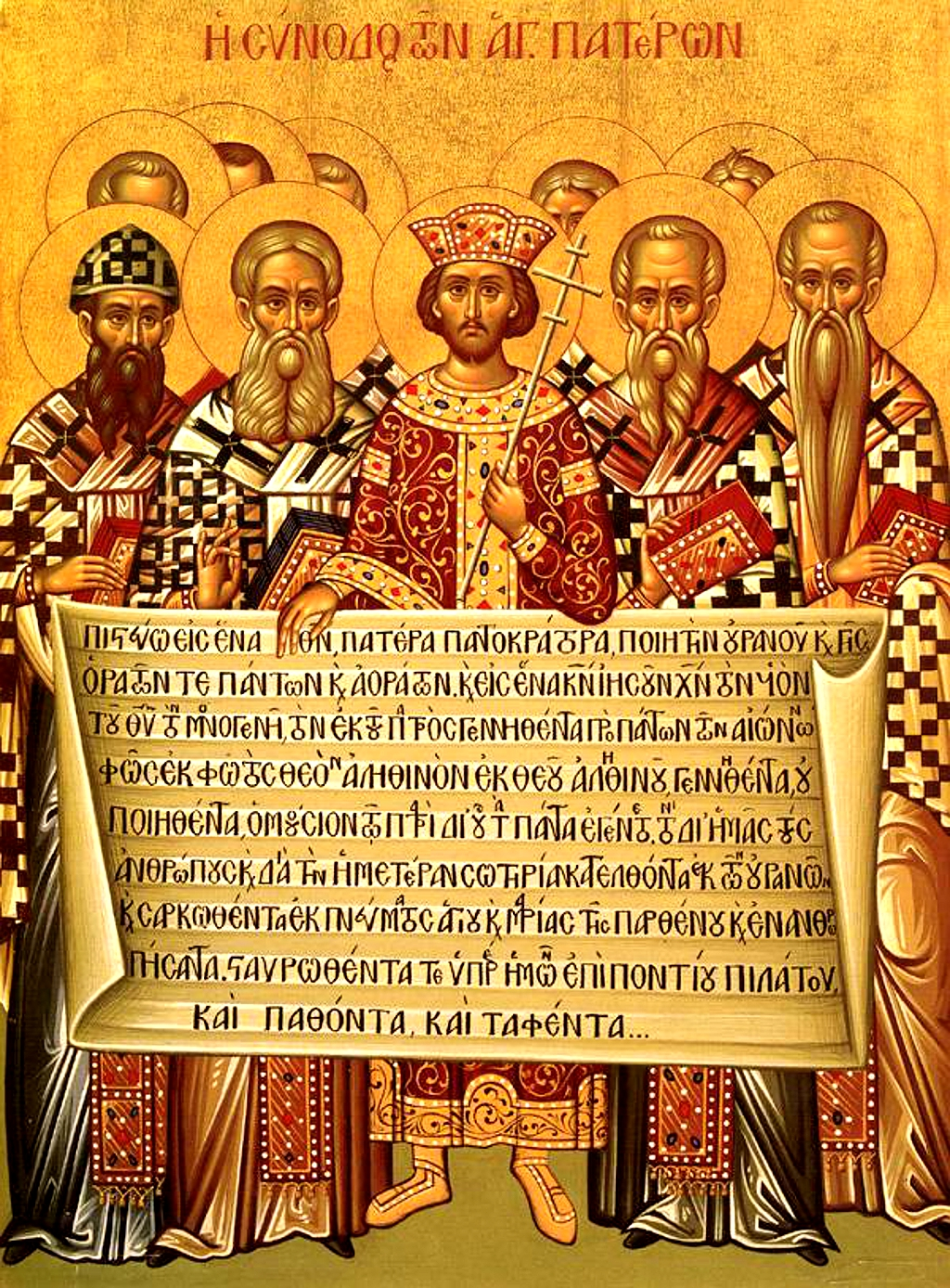
Icona que representa l'emperador Constantí (centre) i els bisbes del Primer Concili de Nicea (325) sostenint el Credo de Nicea en la forma donada més tard en el Primer Concili de Constantinoble (381), amb les modificacions per al seu ús en la litúrgia grega.

Constantí també va tenir un paper actiu en el lideratge de l'Església. Al 316, va actuar com a jutge en una disputa al nord d'Àfrica sobre la controvèrsia donatista. Més important encara, en l'any 325 va convocar el Concili de Nicea, el primer Concili Ecumènic, per tractar sobretot de la controvèrsia arriana, i que promulgaria també el Credo de Nicea, que entre altres coses professava una creença en "Una Santa Església Catòlica Apostòlica". Constantí estableix així un precedent per a l'emperador, com a responsable de Déu per a la salut espiritual dels seus súbdits, i així amb el deure de mantenir l'ortodòxia. L'emperador havia de fer complir la doctrina, eliminar de soca-rel l'heretgia, i defensar la unitat eclesiàstica.
El fill i successor de Constantí, conegut com a Julià l'Apòstata, va ser un filòsof que, en convertir-se en emperador, va renunciar al cristianisme i va abraçar una neoplatònica i mística forma de paganisme, que escandalitzà la comunitat cristiana. Va començar a reobrir temples pagans, i intentà de restablir el prestigi de les antigues creences paganes, les quals modificà per assemblar-se a les tradicions cristianes, com ara l'estructura episcopal i de la caritat pública (fins aleshores desconeguda en el paganisme romà). El breu regnat de Julià va acabar quan ell va morir mentre feia campanya a Occident.
Més tard, els Pares de l'Església van escriure volums de textos teològics, incloent-hi Agustí d'Hipona, Gregori de Nazianz, Ciril de Jerusalem, Ambròs de Milà, Jeroni d'Estridó, i altres. Alguns d'aquests pares, com Joan Crisòstom i Atanasi, va patir l'exili, la persecució o el martiri pels emperadors romans d'Orient arians.

### Concilis ecumènics
Durant aquesta època es van convocar diversos concilis ecumènics. Aquests estigueren majoritàriament centrats en disputes cristològiques. Els dos Concilis de Nicea (325, 382) va condemnar com a heretgia els ensenyaments arrians i van produir el Credo de Nicea El Concili d'Efes va condemnar el nestorianisme i va afirmar que Maria és Theotokos ("portadora de Déu" o "Mare de Déu"). El Concili de Calcedònia afirmà que Crist tenia dues naturaleses, totalment Déu i totalment home, diferents però sempre en perfecta unió. Per tant, condemnà monofisisme i seria influent en la refutació del monotelisme. No obstant això, no tots els grups acceptaren tots els concilis, per exemple nestorianisme i l'Església Assíria Oriental dividida al Concili d'Efes de 431, i les Esglésies ortodoxes orientals dividides pel Concili de Calcedònia de 451.

### Cristianisme com a religió de l'estat romà
El 27 de febrer 380, amb l'Edicte de Tessalònica proposat per Teodosi I el Gran, l'Imperi Romà va adoptar oficialment el cristianisme trinitari com a religió d'Estat. Abans d'aquesta data, Constanci II (337-361) i Valent (364-378) havien afavorit personalment formes arrianes o semiarrianes del cristianisme, fins que el successor de Valent, Teodosi I, donà suport a la doctrina trinitària tal com s'exposa en el Credo de Nicea
Després de la seva creació, l'Església va adoptar les mateixes fronteres organitzacionals que l'Imperi: províncies geogràfiques, anomenades diòcesi, que corresponen a la divisió territorial imperial governamental. Els bisbes, els quals es troben en els grans centres urbans, com en la tradició pre-legalització, supervisaven així cada diòcesi. La ubicació del bisbe era el seu "seient", o "seu". Entre les seus, cinc van arribar a tenir preeminència especial: Roma, Constantinoble, Jerusalem, Antioquia i Alexandria. El prestigi de la majoria d'elles depenia en part dels seus fundadors apostòlics, dels quals els bisbes n'eren per tant els successors espirituals. Si bé el bisbe de Roma es va mantenir com un Primus inter pares, Constantinoble va ser segona en precedència com a nova capital de l'imperi.
Teodosi I va decretar que els que no creien en la preservada "tradició fidel", com ara la Trinitat, havien de ser considerats practicants d'heretgia il·legal, i l'any 385, el resultat va ser el primer cas de pena de mort d'un heretge, anomenat Priscil·lià.

## Edificis

Planta i alçat d'una domus itàlica

En el període imperial romà les cases dels pobres eren de maons assecats al sol i les cases tenien una sola cambra. En les cases més riques hi havia estàtues i pintures amb moltes habitacions. El sistema de clavegueram estava molt desenvolupat a les ciutats, per exemple amb la Cloaca Màxima. Els romans rics tenien dues cases, una a la ciutat i l'altra al camp. La casa romana (en llatí domus) fou l'habitacle típic de l'antiga Roma, ben conegut gràcies a l'anomenada Casa del Menandre (pel nom d'un fresc del poeta Menandre trobada a les seves ruïnes), que es considerava el tipus de casa urbana habitual durant la República i l'Imperi, a diferència de les vil·les, habitatges situats fora de les muralles de la ciutat (vil·la suburbana), o al mig del camp, on disposaven d'espais annexos per a les feines agrícoles (vil·la rústica).
De tota manera, la seva mida i els luxes varien molt segons les possibilitats de cada família, com es pot observar a Pompeia, on gairebé totes les cases pertanyen a aquesta tipologia, ja que es tractava d'una ciutat residencial dels patricis, la gent benestant de Roma. Les classes pobres (la plebs) vivien en cases de pisos anomenades insulae.

### Estructura de la primitiva casa romana
La domus constava d'un sol pis, o dos com a màxim. Tenia la planta rectangular i estava aïllada de l'exterior per parets uniformes, amb poques finestres. La claror entrava pel centre, a través de l'atri, o pel peristil. La casa itàlica primitiva es dividia en aquestes parts:
- L'entrada principal solia constar d'un vestíbul (vestibulum) en forma d'un petit espai arrecerat anterior a la porta (ostium o foris), la qual donava a un corredor anomenat fauces.
- L'atri (atrium) era la primera cambra que es trobava. Era el centre de la casa primitiva i de la vida familiar. Era un gran espai cobert per un sostre llevat d'una gran obertura (compluvium) al mig que donava claror i ventilació i deixava caure l'aigua de la pluja a l'impluvium, una bassa rectangular que la recollia i des de la qual passava a una cisterna soterrània. Un petit pou al costat permetia treure'n l'aigua. Originàriament és on hi havia la llar (focus), on es cuinava i menjava, però a les cases de Pompeia ja no és possible trobar-hi la llar. En canvi sí que sol haver-hi una tauleta de marbre, una capelleta consagrada als lars (el larari o lararium) i la caixa de cabals. Dues ales (alae) a banda i banda de l'atri n'ampliaven l'espai.
- El tablinum estava situat al darrere de l'atri, separat per una cortina o un reixat de fusta. Era el despatx del pater familias, on rebia les visites i guardava l'arxiu familiar.
- Els cubicula o dormitoris estaven situats als costats de l'atri.
- Les habitacions que flanquejaven l'entrada podien estar obertes a l'interior –com a cambra per al porter, dormitoris o menjadors– o bé donar a l'exterior. En aquest cas el propietari de la casa les llogava com a botigues (tabernae).
- Moltes cases tenien un jardí (hortus) al llarg de la paret posterior.
- Al fons de l'edificació hi solia haver una quadra amb una pila, on es guardaven els carruatges i les àmfores, i una habitació per al capatàs dels esclaus (el villicus) i les habitacions d'aquests. Pel que sembla, aquest tipus d'habitatge era usat per propietaris de certa importància que residien a la ciutat i tenien les terres a una distància curta. Quan els propietaris no tenien esclaus no existien les dependències destinades a aquests.

## Gastronomia

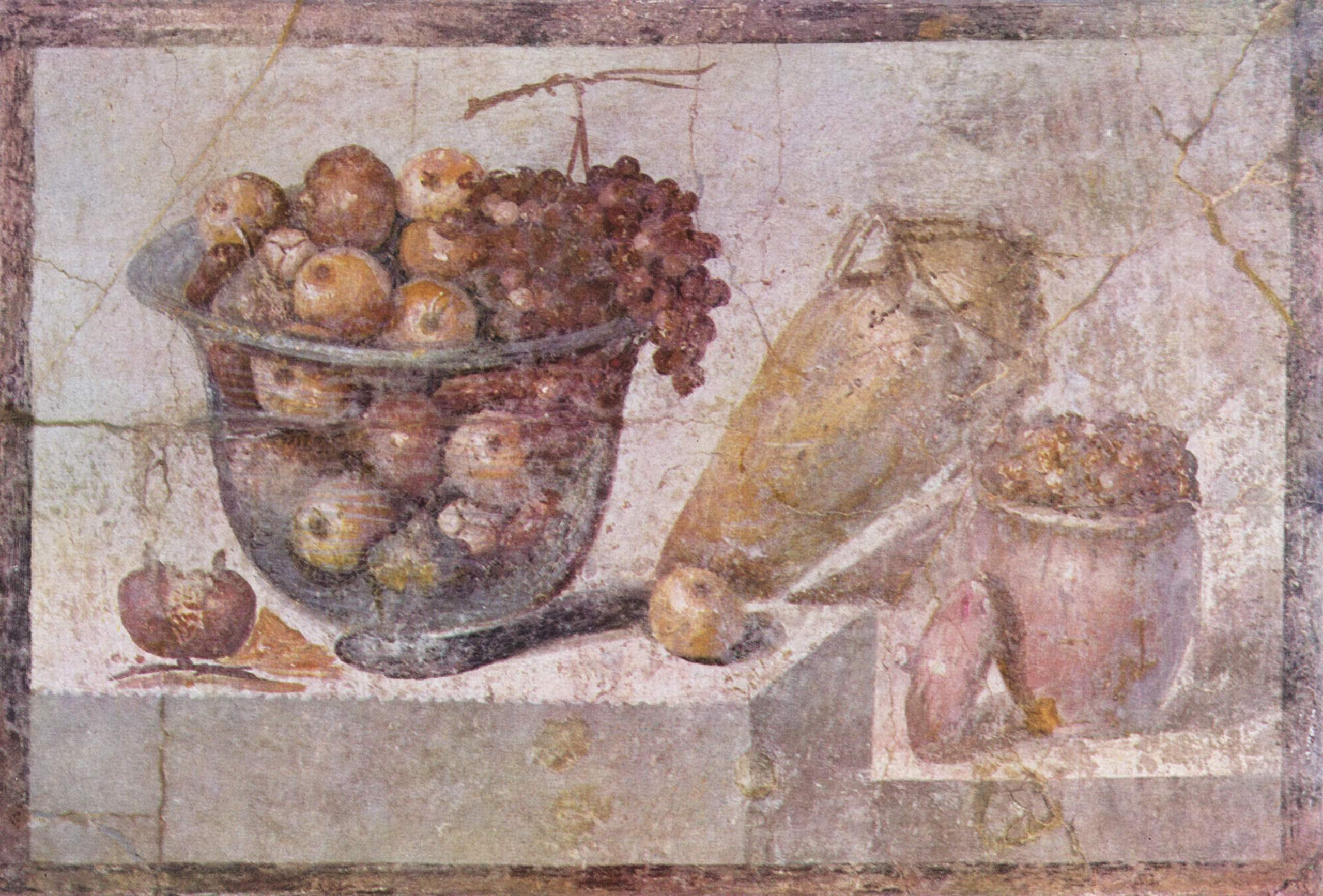
Pompeia, vers l'any 70 aC.

La gastronomia romana és la gastronomia pròpia de l'Imperi Romà a l'edat antiga. Com d'altres parts de la seva cultura, la gastronomia romana estava profundament influenciada pels costums grecs, així com pels canvis polítics durant els tretze segles que va durar i per l'enorme expansió de l'imperi. Així doncs, és prou complex resumir i dotar d'uniformitat la gastronomia de tota una civilització com la romana: no menjaven el mateix o de la mateixa manera un ciutadà d'Emèrita Augusta que un Alexandrí, però no deixa de ser cert que hi havia alguns trets comuns i/o majoritaris que donaven uniformitat a la gastronomia i als costums culinaris de tot l'imperi. Gràcies al llibre De re coquinaria d'Apicius coneixem detalls precisos d'aquesta gastronomia.
Tradicionalment els romans prenien un esmorzar al matí, un dinar lleuger al migdia i el sopar, l'àpat principal del dia, al capvespre. Cap al s. II aC aquest esquema va variar lleugerament en les classes més altes. Els patricis van augmentar la mida del sopar, i van avançar-ne l'hora. També van introduir un nou àpat a migdia, el prandium, més complet que l'anterior dinar. Els plebeus, però, van mantenir l'antic esquema, perquè s'adaptava millor al ritme laboral.
Un romà de classe alta començava el dia amb el ientaculum, un esmorzar complet. Menjaven pa untat amb all (encara tardarien desenes de segles a conèixer el tomàquet), ous, formatge, mel, llet, fruita seca i raïm. Després del ientaculum venien les hores dedicades a fer els encàrrecs, la vida pública. Cap a migdia arribava l'hora del prandium, en què es menjava, sobretot, les restes del sopar del dia anterior. Després del prandium es podien prendre uns banys o enllestir les darreres feines, ja que s'acostava l'hora de sopar. Solia començar entre les 3 i les 4 de la tarda, però sempre va ser difícil de predir quan podia acabar. Se servien uns aperitius tals com ous, amanides, verdures, olives, xampinyons, ostres, i d'altres mol·luscs. La cena en si mateixa consistia en dos o tres plats de peixos molt variats i carn de xai, cabrit, porc o senglar. Per postres tenien fruita seca. Els pobres s'alimentaven sobretot de vegetals, peix, formatge, fruita, fruits secs i oili d'oliva. Poques vegades menjaven carn.

## Medicina
La medicina a l'antiga Roma combinava diverses tècniques utilitzant diferents eines. Hi va haver una forta influència grega en la medicina romana, amb metges grecs incloent Dioscòrides Pedaci i Galè que treballaren i escrigueren sobre medicina a l'Imperi Romà, amb el coneixement de centenars d'herbes medicinals i altres.
L'antiga medicina romana antiga es divideix en especialitats com ara oftalmologia i urologia. Es duien a terme una gran varietat de procediments quirúrgics utilitzant molts instruments diferents, incloent fòrceps, bisturís i catèters.

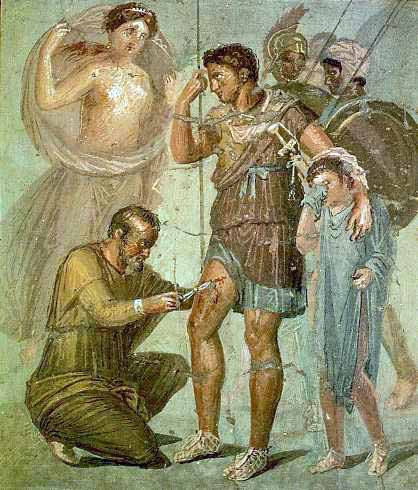
Soldat romà traient una fletxa de la cama d'un company de milícia amb un parell de pinces

L'Imperi Romà fou una combinació complexa i vigorosa dels elements culturals grecs i romans forjats al llarg de segles de guerra. Posteriorment, diversos autors llatins, en particular Cató i Plini cregueren en un tipus concret romà de curació basat en herbes, cants, oracions i encanteris de fàcil accés a qualsevol cap de família. No va ser sinó fins a l'establiment i desenvolupament de contactes militars i polítics amb Grècia que la medicina grega va fer la seva entrada a Itàlia. No obstant això, no va ser sinó fins a la introducció del déu sanador Asclepi el 291 aC i de l'arribada del metge grec Arcàgat el 219 aC que la medicina forana fou públicament acceptada.
Deixant de banda algunes de les implicacions més àmplies de la influència grega en la societat romana, l'efecte de la medicina grega, l'etnografia i la meteorologia fou particularment pertinent en dos camps: l'arquitectura i la cura de la salut. Això va ser particularment important des del punt de vista de l'exèrcit romà. Dins de l'àmbit dels militars romans, hi va haver molts avenços mèdics. Es va establir un corpus mèdic, es van fixar metges permanents, es va establir el valetudinarium (hospitals militars), i en temps de Cèsar, es van crear els primers vestigis de l'atenció sistemàtica dels ferits; també és important tenir en compte que la varietat i la naturalesa dels instruments quirúrgics descoberts en restes romanes indiquen un bon coneixement de la cirurgia.

## Banys públics

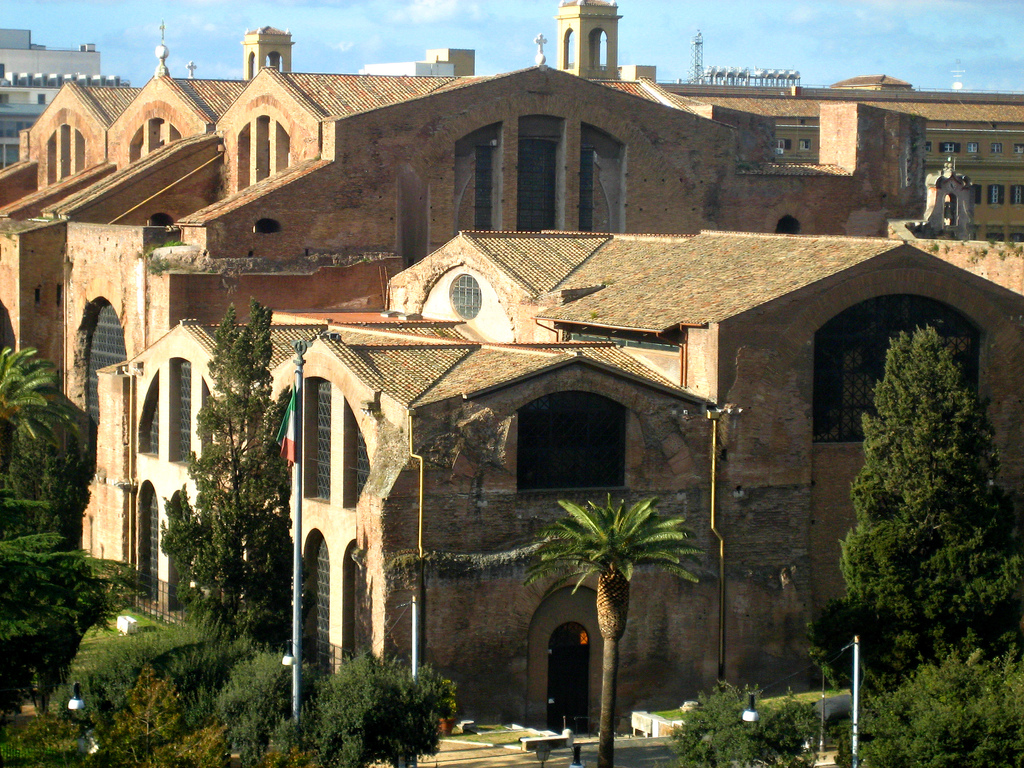
Les Termes de Dioclecià, a Roma

Els banys públics no servien només per a banyar-se, tenien serveis com biblioteques, zones esportives i galeries d'art. Les termes romanes (del llatí thermae) eren edificis públics amb prestacions que avui en diríem higienicosanitàries. Són els precursors de les modernes cases de banys, saunes i balnearis termals i representaven un dels principals llocs de trobada a l'antiga Roma, és a dir, constituïen un lloc d'oci i de sociabilització per a la societat romana, bàsicament, patrícia (patricii).
Juvenal (ss. I-II dC) es referia, en la seva cèlebre sentència Mens sana i corpore sano, a la salut tant intel·lectual com física, la preparació de la qual es duia a terme dins les termes: la higiene personal, l'exercici físic, etc.

## Vida social
Malgrat combatre's aïlladament, el luxe i el refinament van avançar durant l'imperi. L'Emperador dictava les modes i allò que adoptaven els líders suprems era secundat ràpidament pel poble, però la moda era efímera i acabava amb el canvi de sobirà. Alguns lliberts van arribar a una posició preeminent, gràcies al favor que els van dispensar alguns Emperadors, el fast i la riquesa desplegada per les classes altes romanes s'assemblava al desplegat a l'Orient. Els banquets van seguir creixent en luxe, i s'acompanyaven de recitals de poesia, balls, actuacions de mims, representacions teatrals, cors i actuacions musicals.
Les visites socials consumien part del temps dels romans: els natalicis, els condols, les visites als malalts, assistència a processos i altres actes públics, etc. Els subjectes que ocupaven tot el seu temps en aquests actes van arribar a constituir una verdadera casta a Roma (essent anomenats ardelliones) però no van proliferar a les altres ciutats. També va ser corrent la dedicació a captar una herència (els que ho intentaven no sempre ho aconseguien). Les reunions socials habituals (a places, termes, temples, biblioteques, tendes, barberies, etc.) no van minvar durant l'imperi. A la tarda era costum passejar per les avingudes plantades d'arbres, o en els pòrtics decorats amb estàtues.
Durant tota l'època imperial els viatges eren molt freqüents. Des de províncies s'acudia a Roma per assistir als jocs, o per altres activitats. També es visitaven totes les províncies de l'imperi. Contribuïen a això la facilitat per trobar carruatges o mitjans de transports, els bons camins, la freqüència de mansions o posades, i la pau general (els viatges podien suposar incomoditats però no eren excessivament perillosos). Motius dels viatges eren el comerç, la curiositat, la salut, les visites socials, els negocis, i altres. L'opinió popular s'expressava en les demostracions del públic en els espectacles, en cites dels actors, i en pasquins. Les notícies que circulaven eren sovint rumors fantasiosos o notícies certes però exagerades.

### Canvis de costums socials
Era costum besar-se cada dia (el que va ser prohibit per Tiberi, probablement sense gaire èxit). Estava molt estesa també el costum dels regals al començament de l'any i a vegades es feien quan ja passaven molts dies de les calendes de gener. Tiberi va limitar els regals a la primera secció (Calendes) de gener.
Les joves, quan es casaven, ho feien a una edat primerenca, i la seva educació domèstica continuava sent el coneixement del teixit i el filat. Les dones de classe alta acudien a classes de literatura, retòrica, dansa, i altres arts. Posseïen la plena administració dels seus béns i feien valer la seva autoritat. Durant l'època imperial van ser freqüents els escàndols de grans dames, amb divorcis i relliscades notables. La dona freqüentava els espectacles i els festins; practicaven esports i activitats artístiques.
Va seguir descendint la natalitat i el matrimoni i es van estendre les relacions homosexuals. En acabar els negocis i abans del menjar principal, es procedia al bany quotidià a les termes, reunint-se amb aquesta finalitat centenars d'homes en les edificacions destinades a tal efecte.

### El vestuari

La toga era el vestuari dels ciutadans romans.

L'ús de la túnica sobre la toga es va generalitzar, i van sorgir diversos tipus de túnica (camisa de poca amplada amb mànegues curtes i sostinguda per un cenyidor, estant cosit el tancament de l'espatlla):
- La Laticlavae, menys ajustada i més llarga.
- La vesta o distincta o talaris, fins als peus.
- La Manicata, amb mànegues.
- La Fimbriata, amb mànegues i ornaments o franges.
- Les Picta i Palmata, segurament decorades amb vegetals.
- La Dalmatica, apareguda amb l'emperador Commode, que era ampla i fins a sota dels genolls i amb mànegues amples fins als canells. El seu ús es va fer general.
- La Paraganda, similar a l'anterior però sense mànegues.
- La Llitera o Túnica dels Camils, amb mànegues llargues i folgades i falda pronunciada.

Les matrones romanes tapaven la seva túnica amb un vestit que les cobria completament denominat stola, i un vestit anomenat palla, però progressivament van adoptar el vestit grec. Les dones del poble vestien la túnica i a sobre un mantell o un vestit anomenat Supparum. El lli va suplantar a la llana. Les robes interiors es feien de cotó o de seda.

## Festes romanes

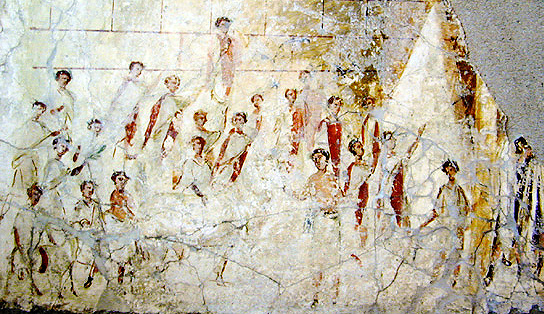
Pintura mural representant una colla d'homes vestits amb la toga pretexta i participant en el que sembla la festa de la Compitalia

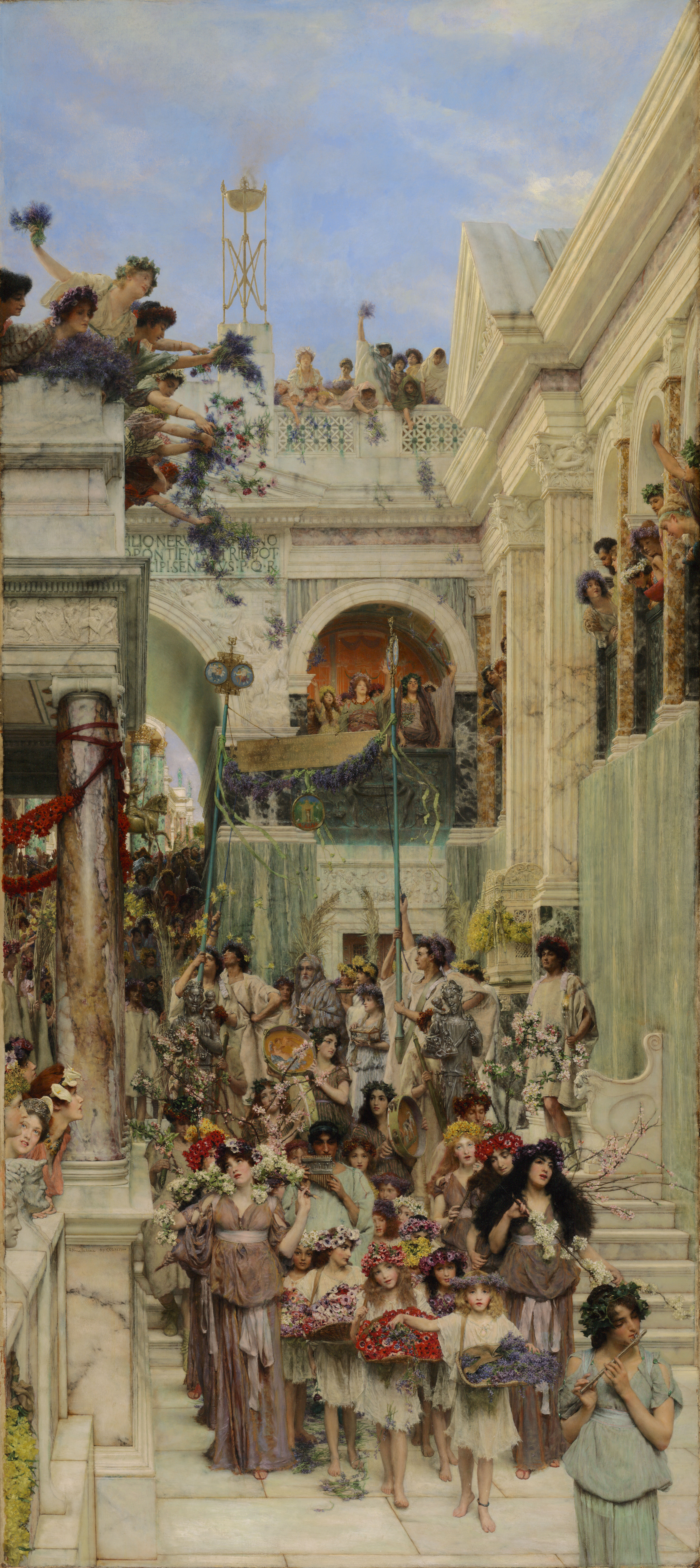
Representació de la Cereàlia, obra de Lawrence Alma-Tadema (1894)

A Roma se celebraven moltes i diverses festivitats. La majoria estaven dedicades a alguna divinitat, encara que l'objectiu d'algunes era també servir d'esbargiment a la població o celebrar una victòria.
Entre les més destacades estaven: la Lupercalia, la festa d'Hèrcules, la de Júpiter Capitolí. Altres festes importants eren: la Compitàlia, les festes en honor de Mart i la Vinalia. Durant l'època imperial les preferides pels romans eren les que incloïen jocs esportius anomenats ludi.

La principal font d'informació sobre aquest tema és un llibre d'Ovidi (43 aC- 17 aC) titulat "Fasti", que es podria traduir per "El calendari romà".

### Tipus de festes
Hi havia tres tipus de dies festius:
- Els Stativae, que eren dies prefixats al calendari i corresponien a festes de celebració anual.
- Els Conceptivae, que eren festes anuals sense dia fix (com passa amb la Pasqua del calendari cristià), la data de la celebració era anunciada pels sacerdots uns dies abans.
- Els Imperativae, eren celebracions especials, dies festius d'obligat compliment (del verb imperare, manar) designats pels governants per expiar un problema en concret amb els déus, o també, per a celebrar victòries.[19]

Entre les del primer tipus estava la Sementivae, també coneguda amb el nom de Pagnalia, perquè la celebraven els pagi coincidint amb l'inici de la sembra.
Entre les del segon tipus estaven:
La festa de Mart se celebrava de l'1 al 23 de març; la festa de la deessa Tellus o el de la deessa dels camps sembrats que era el 15 d'abril i es deia Fordicidia. El 19 d'abril eren les festes de Ceres Cerealia i el 21 d'abril era la festa de la Parilia, dedicada al déu dels ramats Pales.
Altres festes de data fixa eren les Vinalia (23 d'abril), Les Robigalia (25 d'abril), les Saturnalia (17 de desembre), les Compitalia.
Algunes festes sembla que hagin perviscut en el temps, com ara la Saturae, una festa de màscares semblant als actuals carnavals, en què es feia una desfilada amb música de flautes (tibia) o també podem trobar semblances entre l'actual festa de Nadal i la Saturnalia
Algunes festes estaven relacionades directament o indirecta amb els morts, per exemple l'anomenada festa dels Ragis.
Hi havia uns dies anomenats dies sacrificae, que no afectaven a la població en general sinó només als sacerdots, els quals havien de sacrificar als déus un animal en un lloc públic. Altres festes, com el Lectisternium, d'origen grec, implicaven oferir un abundant banquet.

## Teatre

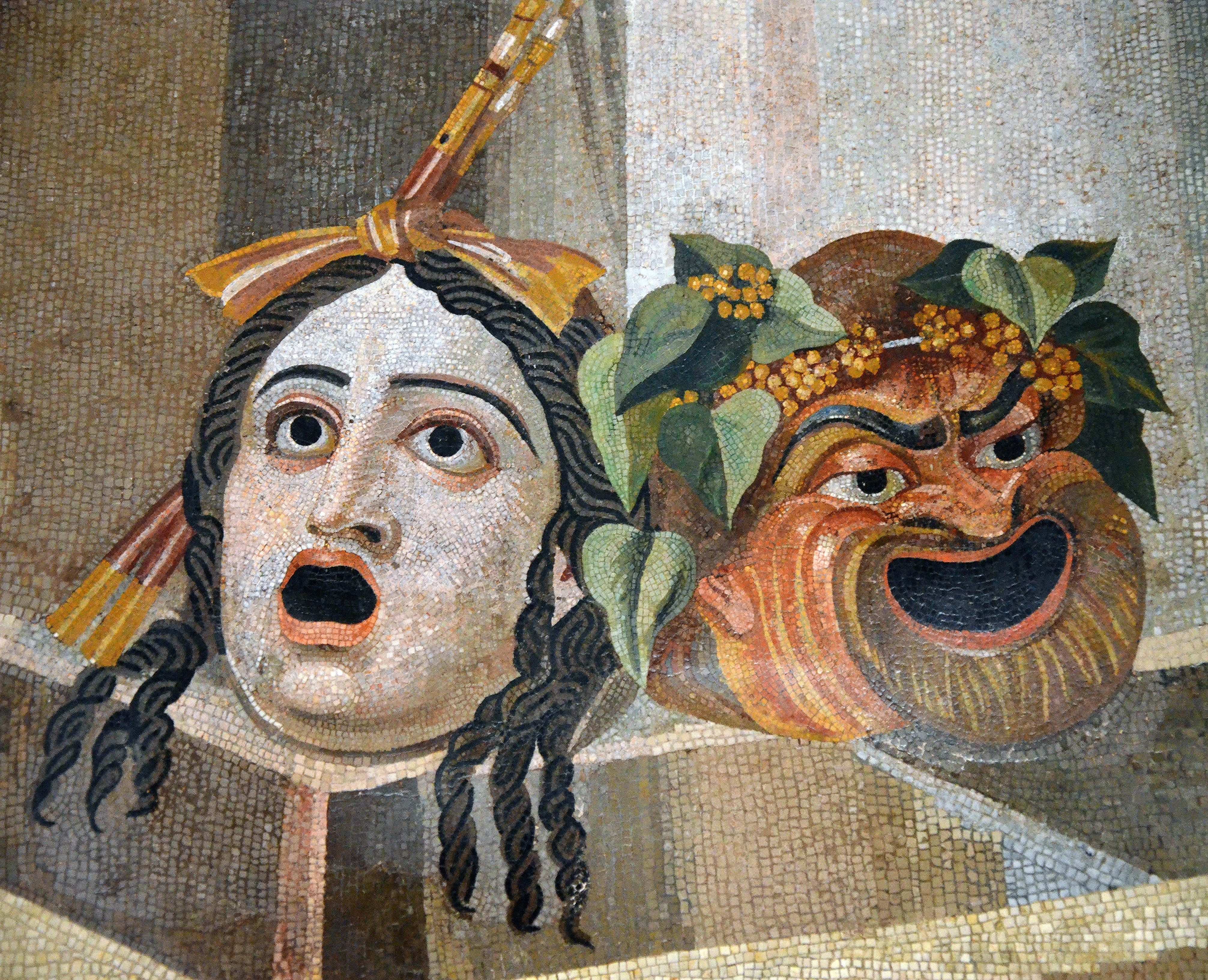
Mosaic romà del amb la representació de les màscares tràgica i còmica (Roma, Museus Capitolins)

El teatre llatí és el teatre que es feia a l'antiga Roma, incloent textos, música popular, escenografia, indumentària i costums, representat en llengua llatina. Alguns dramaturgs romans cèlebres van ser Plaute, Terenci i Sèneca, tot i que també destaquen, per exemple, Fabi Dossè, Luci Atti i Titini. Algunes obres són encara ben conegudes, com el Truculent, de Plaute, o nombroses tragèdies de Luci Atti, com Medea o Les troianes, algunes d'elles sobretot gràcies a nombroses adaptacions (de teatre, cinema, òpera, dansa, etc.) d'autors posteriors.
Al contrari dels grecs, pels romans la funció del teatre va passar de ser una forma de formació, filosofia o crítica social, a prendre-hi importància l'entreteniment i l'espectacle per si mateix. La comèdia era extremadament popular, però també es feien tragèdies i altres gèneres pel gust de gaudir d'altres emocions. Es van crear companyies de teatre professionals formades per grups d'actors que feien gires per diverses províncies.

## Gladiadors

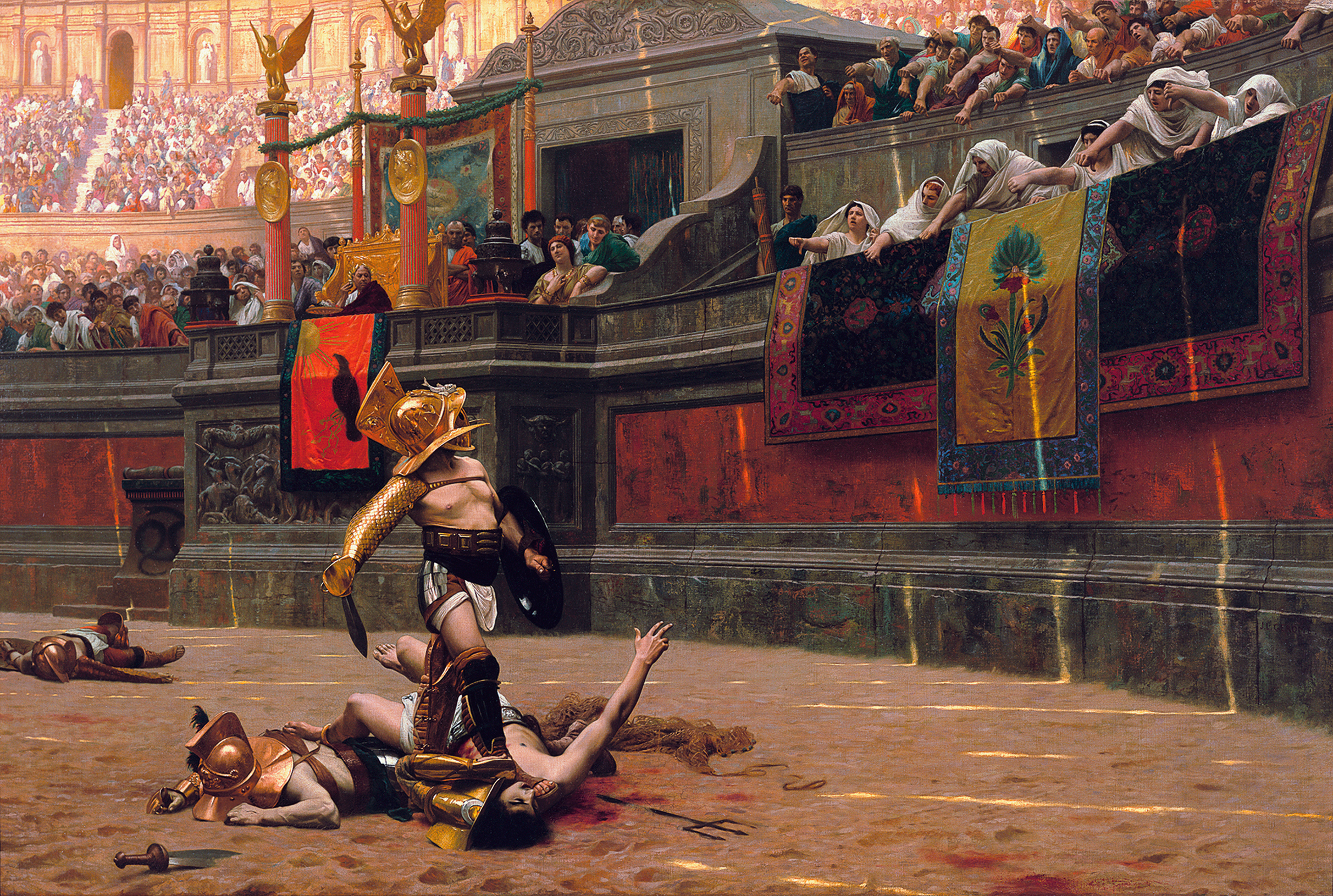
Pollice Verso de Jean-Léon Gérôme (1872). El títol d'aquesta pintura fa al·lusió al costum de girar el dit polze cap a baix quan el públic volia indicar que el vençut havia d'anar a l'inframon o regne dels morts.

Un gladiador (en llatí: gladiator) era el terme emprat per referir-se als lluitadors dels jocs públics de l'antiga Roma. Aquests espectacles es van originar com a ofrenes privades en honor d'un difunt en el dia del seu funeral (munus), però van acabar sent espectacles massius que podien consistir a lluitar contra altres gladiadors, o contra un animal (venatio). La teoria més acceptada sobre l'origen d'aquest mot és que deriva de la paraula gladius, l'espasa que feien servir.

## Curses de carros
Aquests espectacles es van introduir a Roma a través dels etruscs, els quals els van importar dels grecs. Tanmateix, els romans també van estar influenciats directament pels grecs, sobretot després de la conquesta del territori grec el 146 dC
Segons una llegenda romana, Ròmul va celebrar una cursa de cavalls just després de fundar Roma, el 753 aC, com a estratègia per distreure els sabins. Així, mentre els sabins es delectaven amb l'espectacle, Ròmul i els seus homes van agafar i van raptar les seves dones. Aquest fet es coneix comunament com el "Rapte de les sabines".
A l'antiga Roma, el lloc més important on se celebraven les curses de cavalls era el Circ Màxim, localitzat entre el turó Palatí i el turó Aventí, que podia albergar un públic de 250.000 persones. Aquest circ datava probablement de l'època etrusca, encara que al voltant de l'any 50 aC va ser reconstruït per Juli Cèsar tenint aproximadament una longitud de 600 m i una amplada de 225 m. Un dels extrems de la pista era més obert que l'altre, en aquest extrem és on els carros feien cua per començar la cursa. Els romans utilitzaven una sèrie de portes conegudes com a carceres, equivalents a les hysplex gregues. Igual que les hysplex, anaven esglaonades. Les carceres estaven aixecades a l'extrem angulós de la pista i els carros es posaven darrere de les portes, les quals s'obrien per un ressort. Quan els carros estaven preparats, l'emperador (o qualsevol que fos l'amfitrió, en cas de no celebrar-se a Roma) tirava un drap conegut amb el nom de mappa per indicar d'aquesta manera el començament de la competició. Les portes s'obririen ràpidament de manera que, en començar al mateix temps, la cursa fos més justa.

## Música
La música romana estava influenciada per la música grega però sense cenyir-se a la religió. Els instruments musicals romans típics eren la cítara, la lira i l'aulos.

## Art

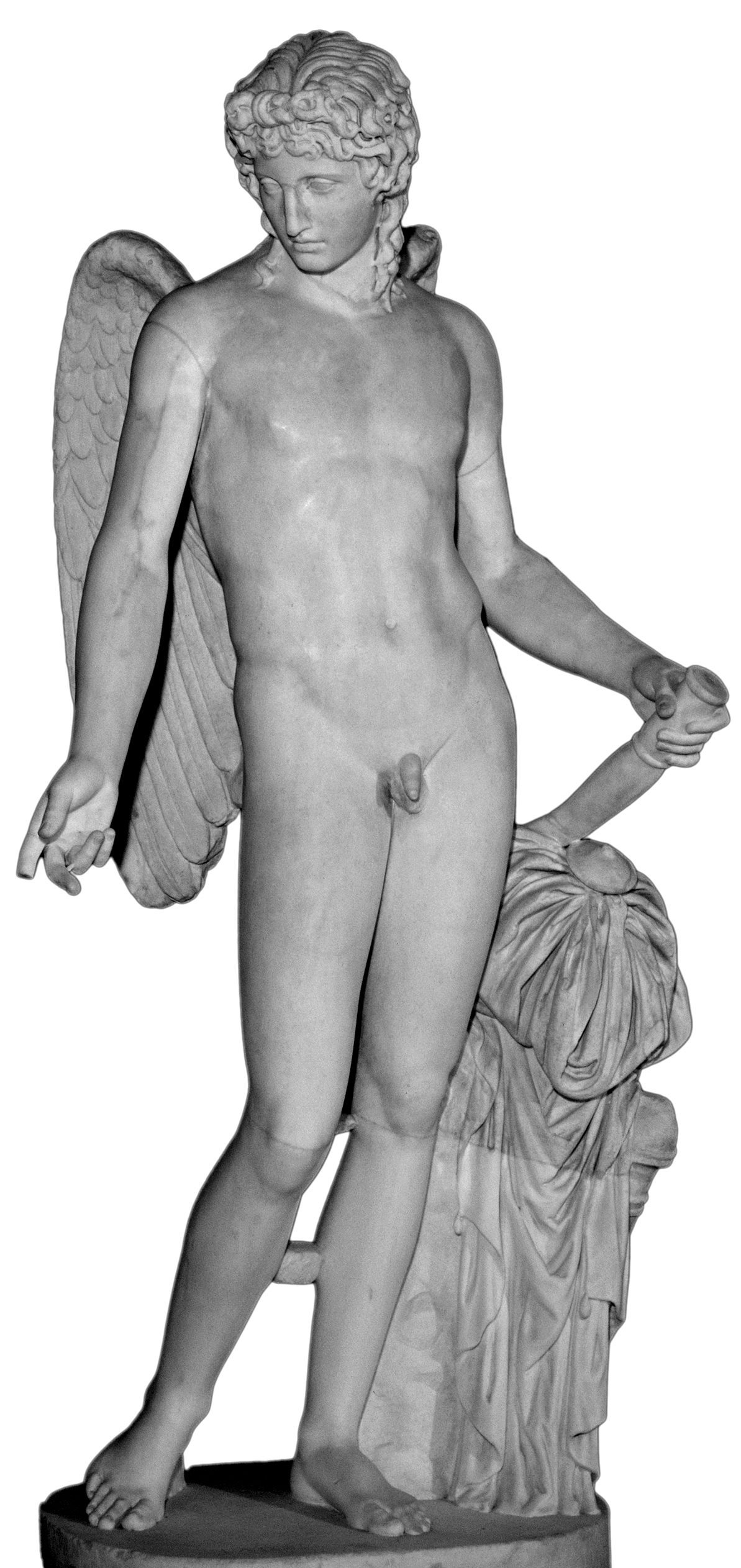
Eros de Centocelle, còpia romana d'un original grec tradicionalment atribuït a Praxíteles.

Per art romà (sense adjectius ulteriors) s'entén l'art de l'antiga Roma, des de la fundació fins a la caiguda de l'Imperi Romà d'Occident, sigui a la ciutat de Roma o en la resta d'Itàlia i en les províncies orientals i occidentals. L'art de la part oriental de l'imperi, després de la caiguda d'Occident, si bé està en continuïtat amb l'Imperi Romà, s'anomena art romà d'Orient.
Les formes artístiques autòctones en la fase de l'origen de Roma i de la Primera República Romana eren força elementals i poc refinades. Amb el contacte que Roma tindrà progressivament amb la civilització grega anirà apreciant-ne les formes, mentre menystindrà socialment els artistes grecs, en contraposició als conqueridors romans. Amb el pas dels segles, l'art grec s'anirà apreciant més, però no mancaran tendències autòctones anticlàssiques que seran un element de continuïtat amb l'art romànic posterior.
Les primeres manifestacions de l'art romà varen néixer sota l'influx de l'art etrusc, i de seguida es van contagiar de l'art grec, amb el qual els romans varen entrar en contacte a les colònies de la Magna Grècia del sud d'Itàlia, que Roma va conquerir en el procés d'unificació territorial de la península, durant els segles IV i III aC. La influència grega va augmentar quan, al segle ii aC, Roma va ocupar Macedònia i Grècia.
Fins a cert punt es pot pensar que l'art de Roma és una imitació i ampliació de l'art grec, i per descomptat de l'art etrusc, però l'esperit que va animar els artistes romans és totalment diferent d'aquells. La Roma conqueridora i urbanista va tractar d'unir al sentit estètic grec, el caràcter utilitari i funcional que les seves obres requerien.
Des del punt de vista cronològic, l'art romà es va desenvolupar amb força homogeneïtat i autonomia des del segle iii aC fins al segle v de la nostra era. Seguint les etapes que el seu esdevenir històric marca, destaquen almenys la República, fins a l'any 27 aC, i l'imperi, que es va estendre des dels temps d'August fins a la caiguda de Roma en mans dels bàrbars l'any 476 dC.
A causa del profund centralisme exercit per Roma sobre les seves províncies en tots els aspectes de la vida, es va originar un art molt uniforme sense que es pugui parlar d'escoles provincials, almenys durant l'època imperial. No obstant això, donada l'amplitud de l'imperi i la seva constitució en diferents moments, no existeix una contemporaneïtat cronològica, ja que en zones on l'art de l'hel·lenístic està més consolidat les seves formes artístiques estan molt més evolucionades que a les províncies més tardanament incorporades a la cultura romana.

## Arquitectura

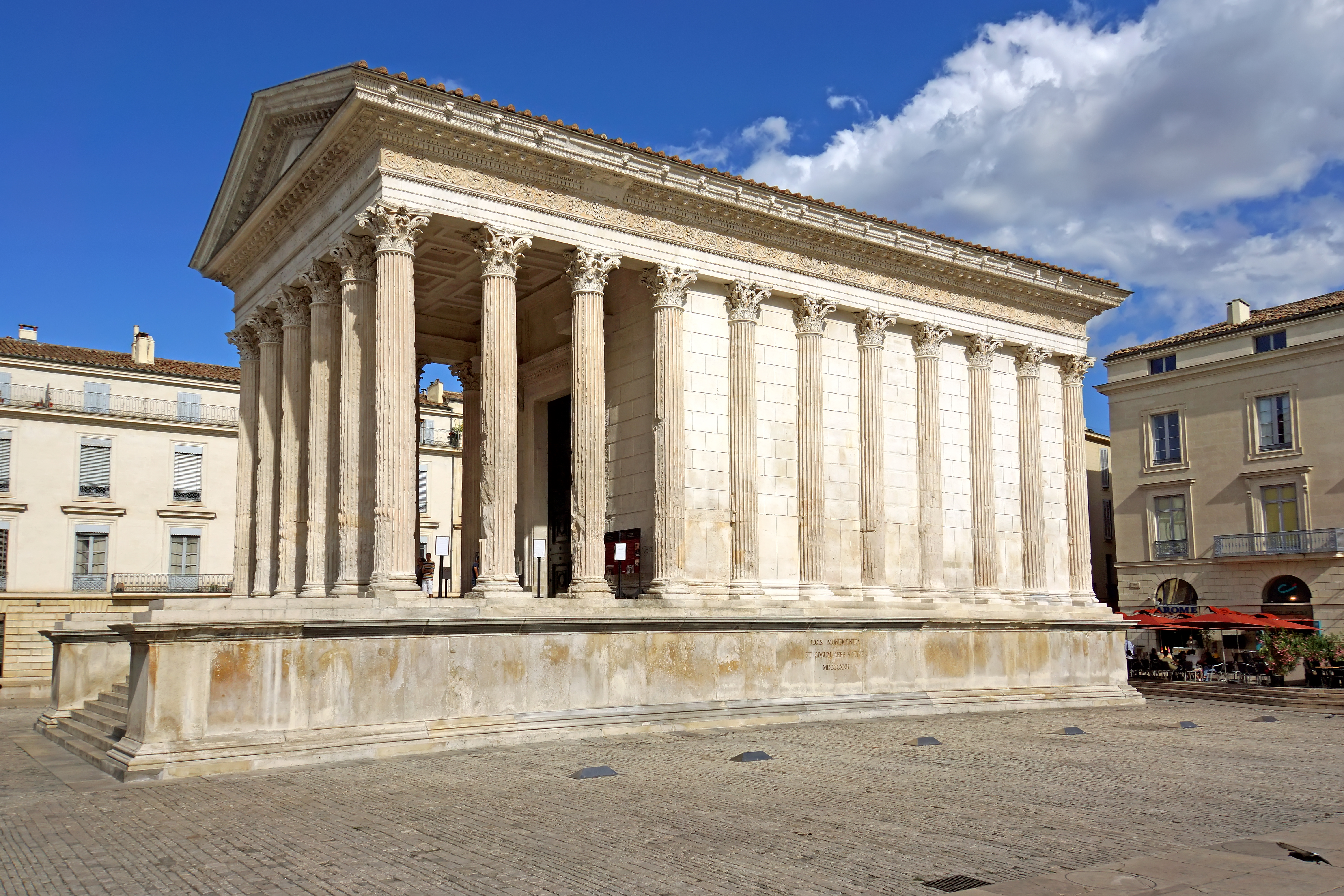
La Maison carré de Nimes, un exemple clàssic d'arquitectura romana.

L'arquitectura romana va ser molt important en el camp de les obres públiques, és probablement el testimoni més significatiu de la civilització romana. L'arquitectura romana va esdevenir una de les expressions més visibles del poder de l'imperi. A imatge romana, les ciutats provincials adopten un mateix model urbanístic i arquitectònic. Espais com el fòrum, edificis com el teatre o les termes públiques o la mateixa estructura urbana responen a les necessitats dels centres urbans que vertebraran l'imperi a través d'una extensa i ordenada xarxa viària. Els romans foren uns grans innovadors en el camp de l'arquitectura. La generalització de l'ús de nous materials com el formigó i el maó, juntament amb la introducció de l'arc i la volta, van permetre alçar edificis més sòlids i amplis. Només així es poden entendre edificis tan singulars com el Pantheon (Roma) on la combinació del maó i el formigó van permetre crear una amplitud inconcebible amb pedra. Basíliques, teatres, amfiteatres i altres equipaments públics van adquirir unes dimensions i proporcions adequades a les necessitats d'un Imperi eminentment urbà. Aquestes millores i models, a menor escala, es tradueixen, també, a l'arquitectura domèstica. Algunes domus i vil·les adquireixen en època imperial una monumentalitat que mostra el poder econòmic adquirit per les classes dirigents.

## Llengua i literatura
Els romans corrents aprenien el llatí i el grec i tenien nocions d'oratòria, filosofia i ciència. El llatí vulgar ha originat les llengües romàniques.
Entre les obres més famoses de la literatura romana hi ha l'Eneida de Virgili, Les Vides de Plutarc i les Odes d'Horaci.
El llatí vulgar és la varietat del llatí parlada per la gent, en oposició al llatí clàssic propi de les classes més il·lustrades, un llatí molt més cuidat i literari. El llatí vulgar, com a idioma dels soldats de les legions romanes, va ser la mare de les llengües romàniques.
Llatí vulgar (en llatí, sermo vulgaris) és un terme genèric per referir-se als dialectes vernacles del llatí que es van parlar a les províncies occidentals de l'Imperi Romà. L'evolució del llatí va portar a una creixent diferenciació dels dialectes, fins al punt que el llatí clàssic va deixar de ser una llengua viva, i va conduir cap al segle ix a l'aparició de les formes primerenques del que avui anomenem llengües romàniques.
El llatí parlat diferia de l'estil literari del llatí clàssic en la seva pronunciació, el seu vocabulari i la seva gramàtica. Diverses característiques del llatí vulgar apareixen en diferents períodes de l'imperi i en diferents províncies, sigui per l'evolució interna de tendències que ja eren presents en el llatí dels soldats i els colons romans, segons la seva procedència social o geogràfica, o bé sigui per l'adopció imperfecta del llatí pels pobles sotmesos que van deformar-lo fins a fer aparèixer una mena de crioll, una llengua barrejada.
Els escriptors llatins no van entretenir-se pas a transcriure com parlaven els seus contemporanis. Els estudiosos del llatí vulgar es veuen forçats a seguir mètodes indirectes, i extreuen les seves dades de tres menes de fonts:
- El mètode comparatiu permet reconstruir estadis del llatí vulgar a partir dels trets que comparteixen les llengües romàniques i que difereixen del llatí clàssic.
- S'han conservat textos de gramàtiques prescriptives de l'època del llatí tardà que enumeren (i condemnen) els errors que solien fer els parlants del llatí, i això ens permet fer-nos una idea de com parlaven.
- Finalment, les ultracorreccions i altres usos que no són clàssics que de vegades apareixen en textos de llatí tardà també ens donen indicis de com parlava la persona que els va escriure.

Després del final de l'imperi Romà d'Occident,

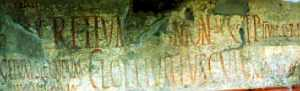
El llatí vulgar, com el d'aquest grafit polític trobat aPompeia era la llengua que parlava la plebs de l'Imperi Romà, per contrast amb el llatí clàssic o literari.

el llatí vulgar va coexistir amb el llatí tardà escrit encara durant uns quants segles, perquè els parlants de les llengües vernacles escrivien fent servir la prestigiosa gramàtica llatina tradicional, tot i que sovint se'ls colaven errors i desviacions de les normes del llatí clàssic.
El tercer Concili de Tours de 813 va decidir que els preveres prediquessin en llengua vulgar per tal que els fidels els poguessin entendre. En aquest moment, doncs, ja hi havia una percepció clara de la diferència entre la llengua que parlava el poble i el llatí que s'escrivia.
El 842, menys de trenta anys després del Concili de Tours, el Jurament d'Estrasburg és el primer document escrit en una llengua romànica, que clarament ja no és el llatí.
El jurament reprodueix un acord entre dos dels germanastres hereus de Carlemany

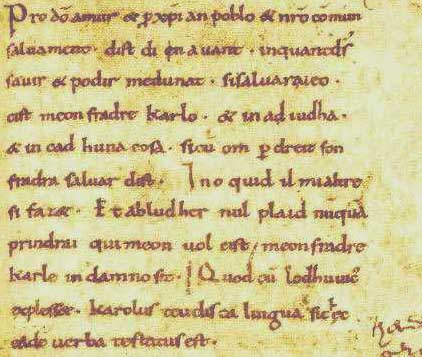
Extracte del Jurament

Pro Deo amur et pro christian poblo et nostro commun salvament, d'ist di en avant, in quant Deus savir et podir me dunat, si salvarai eo cist meon fradre Karlo, et in aiudha et in cadhuna cosa... 
(Per l'amor de Déu i pel poble cristià i la nostra comuna salvació, des d'aquest dia en endavant, mentre Déu em doni coneixement i poder, defendré el meu germà Carles i l'ajudaré en qualsevol cosa.. .)

## Dret romà
La veritable innovació dels romans va ser la sistematització i l'ensenyament del dret romà cosa que els grecs no van fer. El dret romà és el conjunt de normes jurídiques per les quals es va regir el poble de Roma al llarg de la seva història. El seu estudi comprèn, d'una banda, la història de Roma (principalment les diferents fases i medis que faran aquestes normes s'exterioritzin, és a dir, les fonts de producció d'aquest Dret, i d'altra, les principals Institucions jurìdiques que Roma va crear i ens va transmetre.
La jurisdicció a Roma es concentra a la ciutat i en la fase monàrquica en el rei de Roma, que té el seu "Tribunal" i ordena (ius) en els dies establerts (dies fasti) assegut en l'anomenada Cadira Curul (Sella Curulis) auxiliat pels agutzils (lictores) i enfront de les parts litigants (reī).

## Situació de la dona

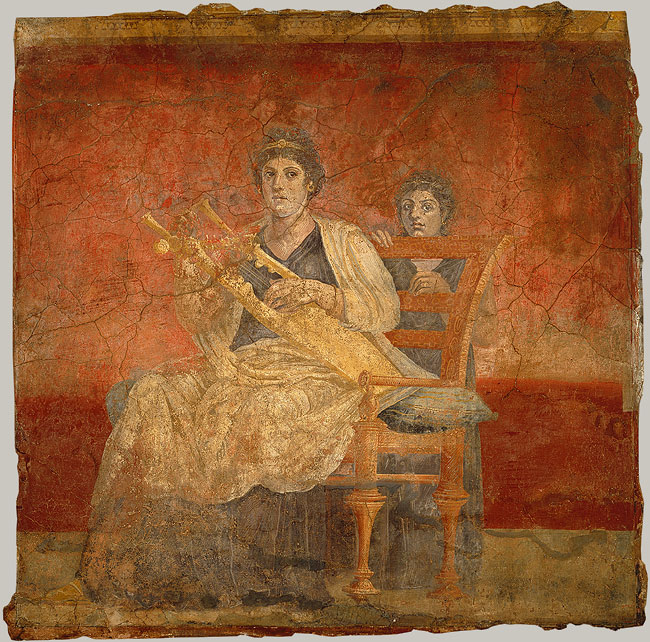
Dona romana tocant una cítara. Fresc del trobat a la Vila Boscoreale.

En les famílies riques, la dona havia de portar una vida d'obediència. El treball li era aliè, excepte el filar i teixir. Com a mestressa de casa havia de supervisar les tasques domèstiques, acomplertes pels esclaus. Per als romans, el crim més gran que podia cometre una dona era l'adulteri, considerat no només un crim de caràcter moral, sinó una traïció per als déus tutelars.
A diferència de l'home, la dona estava exempta del reclutament a l'exèrcit i de combatre en les campanyes militars.

## Homosexualitat a l'antiga Roma

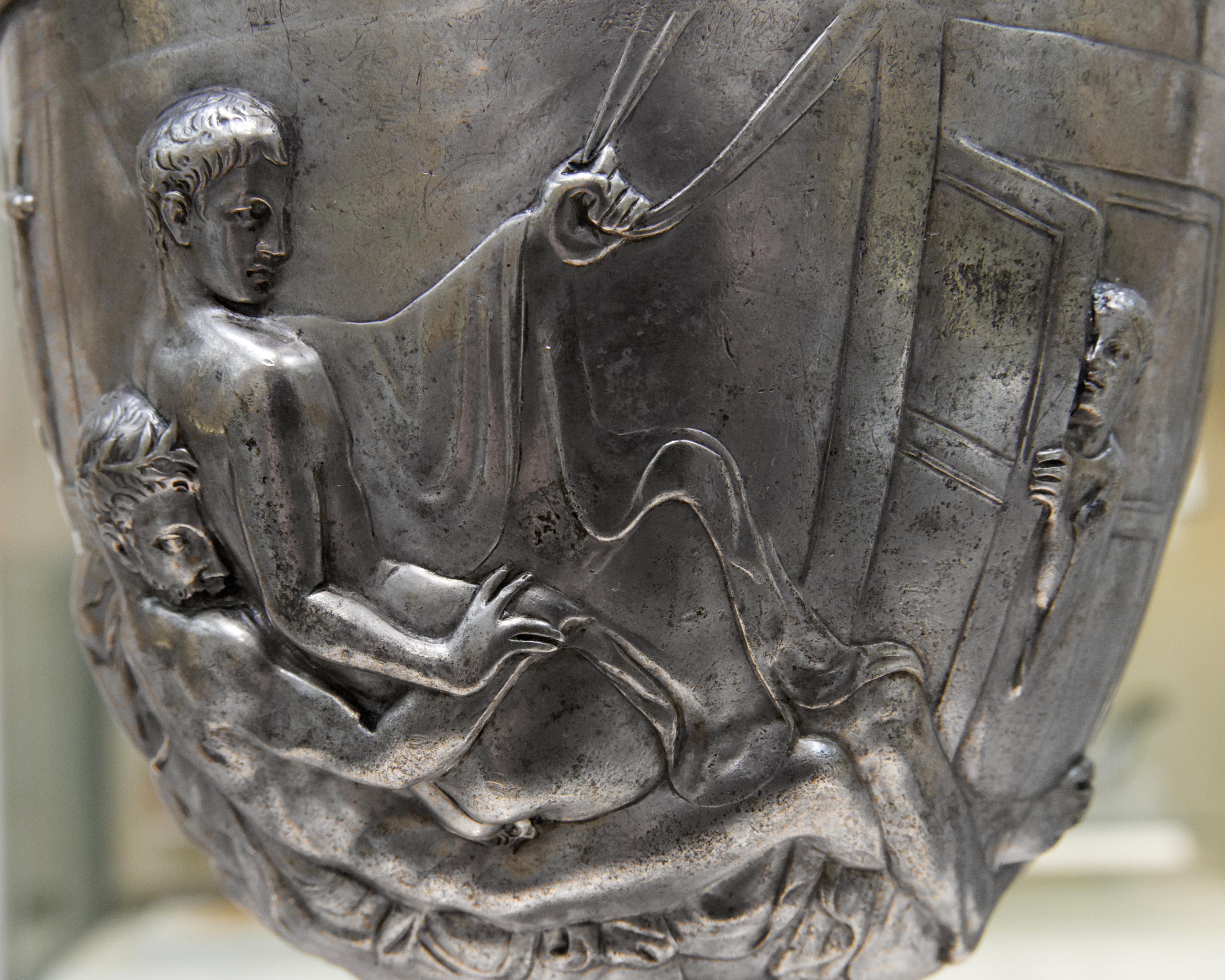
Detall de la copa Warren d'un jove sent penetrat per un home.

Les fonts històriques disponibles sobre la pràctica de l'homosexualitat a l'antiga Roma, les seves actituds i l'acceptació del fet són abundants. Hi ha obres literàries, poemes, grafits i comentaris sobre les predileccions de tota mena de personatges fins i tot d'emperadors solters i casats. No obstant això, les representacions gràfiques són més escasses que a la Grècia clàssica.
Les actituds cap a l'homosexualitat van anar canviant amb el temps, segons el context històric, oscil·lant des de la forta condemna fins a una considerablement àmplia acceptació. De fet, va ser considerada un costum cultural a certes províncies.
Tractant aquests comportaments, és fonamental recalcar que el terme homosexualitat és problemàtic i imprecís aplicat al món antic, ni tan sols hi havia una paraula traduïble com a tal en llatí ni en grec antic, amb el mateix significat que el modern concepte d'homosexualitat. La bisexualitat sembla que era la norma, però ja autors antics reconeixen que a l'antiga Roma hi havia homes que mantenien relacions sexuals exclusivament amb homes.